# شهرستان زیرکوه
شهرستان زیرکوه، یکی از شهرستان‌های استان خراسان جنوبی به مرکزیت شهر حاجی‌اباد است که با کشور افغانستان مرز مشترک دارد.
شهرستان زیرکوه تا فروردین ۱۳۹۱ یکی از بخش‌های شهرستان قائنات بود که در این تاریخ به شهرستان ارتقا یافت.

## موقعیت جغرافیایی
شهرستان زیرکوه در شرقی‌ترین نقطه ایران واقع و با کشور افغانستان هم‌مرز است.
این شهرستان از شمال با شهرستان خواف استان خراسان رضوی، از غرب با شهرستان قائنات، از جنوب با شهرستان درمیان و از جنوب غربی با شهرستان بیرجند همسایه است.

## تقسیمات کشوری
شهرستان زیرکوه شامل ۳ بخش، ۶ دهستان و ۳ شهر به شرح زیر است:

### بخش مرکزی شهرستان زیرکوه
- دهستان زیرکوه
- دهستان پترگان
- شهرها: حاجی‌آباد

### بخش زهان
- دهستان زهان
- دهستان افین
- شهرها: زهان

### بخش شاسکوه
- دهستان شاسکوه
- دهستان بهناباد
- شهرها: آبیز

## جمعیت
طبق سرشماری عمومی نفوس و مسکن (۱۳۹۵) جمعیت شهرستان زیرکوه ۴۸٫۳۵۲ نفر (در ۱۱٫۱۷۸ خانوار) با ترکیب ۲۰٫۴۱۸ نفر مرد و ۱۹٫۷۳۷ نفر زن گزارش شده است. بر این اساس نسیت جمعیتی مرد به زن ۱۰۳٫۵ می‌باشد.

## آثار تاریخی
- مسجد جامع افین
- رباط زردان
- قلعه کوه زردان
- مسجد زهان
- مزار میرسعدالله شاهرخت
- قلعه حسن بایخان شاهرخت
- قلعه‌ی بمرود
- تونل زیر زمینی بمرود
- آسیاب آبی افین
- آب انبار افین
- قلعه‌ی افین
- چهار گنبد افین
- مزار نور پیشبر
- مزار آخوند ملادوزیش محمد روستای استند
- سد تاریخی تجنود

## جاذبه‌های طبیعی گردشگری
- دربند روستای استند
- سد خاکی کافور روستای استند
- دره زیبای ارغوان روستای استند
- درخت سرو ۱۵۰۰ساله روستای استند
- رودخانه دائمی افین
- باغستان بزرگ زرشک افین
- طبیعت تجنود
- کوه شاسکوه آبیز
- سد خاکی شهید همت شاهرخت
- طبیعت زیبا و قنوات زردان
- کوهای زیبای بمرود
- طبیعت همت‌آباد جهت کویر نوردی
- دره زیبای سی آب گزخت
- دره زیارتی تفریحی شاه مردان گزخت
- دره سپسدان گزخت
- رودخانه سرسبز خونیک گزخت
- غار پهلوان روستای استند:

در فاصله حدوداً ۴۰ کیلومتری از شهر حاجی‌آباد و در دامنه کوه‌های سر به فلک کشیده و زیبای روستای استند غاری زیبا و دیدنی با نام غار پهلوان خودنمایی می‌کند. البته کوهستان استند غارهای دیگری نیز با نام غار پهلوان را در خود جای داده است. این که چرا نام پهلوان را بر این غارها نهاده‌اند و این پهلوان آیا وجود خارجی داشته یا نداشته سئوالی است که در اذهان مردم این دیار باقی مانده. اما نکته حائز اهمیت این است که این غارها زمانی محل زندگی مردمانی بوده است که در سالهای بسیار دور بنا به دلایلی در این منطقه سکونت داشته‌اند.